# Pinsà de Darwin de l'illa del Coco
El pinsà de Darwin de l'illa del Coco (Pinaroloxias inornata) és un ocell de la família dels tràupids (Thraupidae) i única espècie del gènere Pinaroloxias Sharpe, 1885.

## Hàbitat i distribució
Habita la selva, boscos i camp obert de l'illa del Coco, propera a la costa de Costa Rica.